# روابط جمهوری چک و هند
روابط جمهوری چک و هند (انگلیسی: Czech Republic–India relations)، روابط اقتصادی بین جمهوری چک و هند به قرون وسطی بازمی‌گردد. مردم دو کشور همواره علاقمند بوده‌اند که در بخش تاریخ، زبان و فرهنگ کشور مقابل، اطلاعات بیشتری کسب کنند. در سالهای پس از استقلال هند، چکسلواکی به عنوان یک شریک اقتصادی کلیدی برای هند بود. امروزه، هر دو کشور جمهوری چک و هند در حوزه تجاری، سرمایه‌گذاری و گردشگری روابط نزدیکی برقرار کرده‌اند.